# Malvazija istarska
Malvazija istarska istaknuta je sorta porodice malvazija.
Malvazija je suho, zlatno žuto vino sa zelenkastim nijansama. Krepko je i puno, s prepoznatljivom sortnom aromom, ugodnog i zaokruženog okusa.
Malvaziju serviramo na temperaturi od 10°C uz predjela s povrćem i tjesteninom s umacima na bazi sira, te vrhnja, dimljenu ribu, kuhanu i pečenu bijelu ribu, kuhanu teletinu i svinjetinu.

## Vanjske poveznice
- Mali podrum  Arhivirana inačica izvorne stranice od 28. rujna 2007. (Wayback Machine) - Malvazija istarska; hrvatska vina i proizvođači